# L'Espanya Industrial (el Raval)
L'Espanya Industrial era una fàbrica tèxtil del barri del Raval de Barcelona, convertida en caserna de la Guàrdia Civil i actualment desapareguda. Només se'n conserva la porta monumental d'accés al carrer de Sant Pau, 92.

## Història i descripció

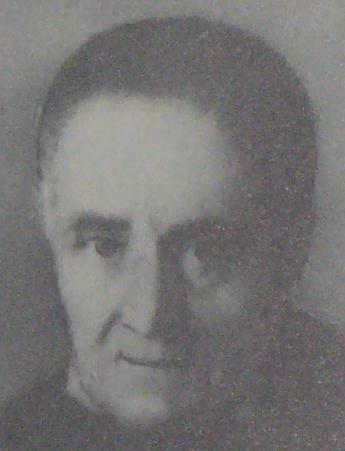
Maties Muntadas i Font

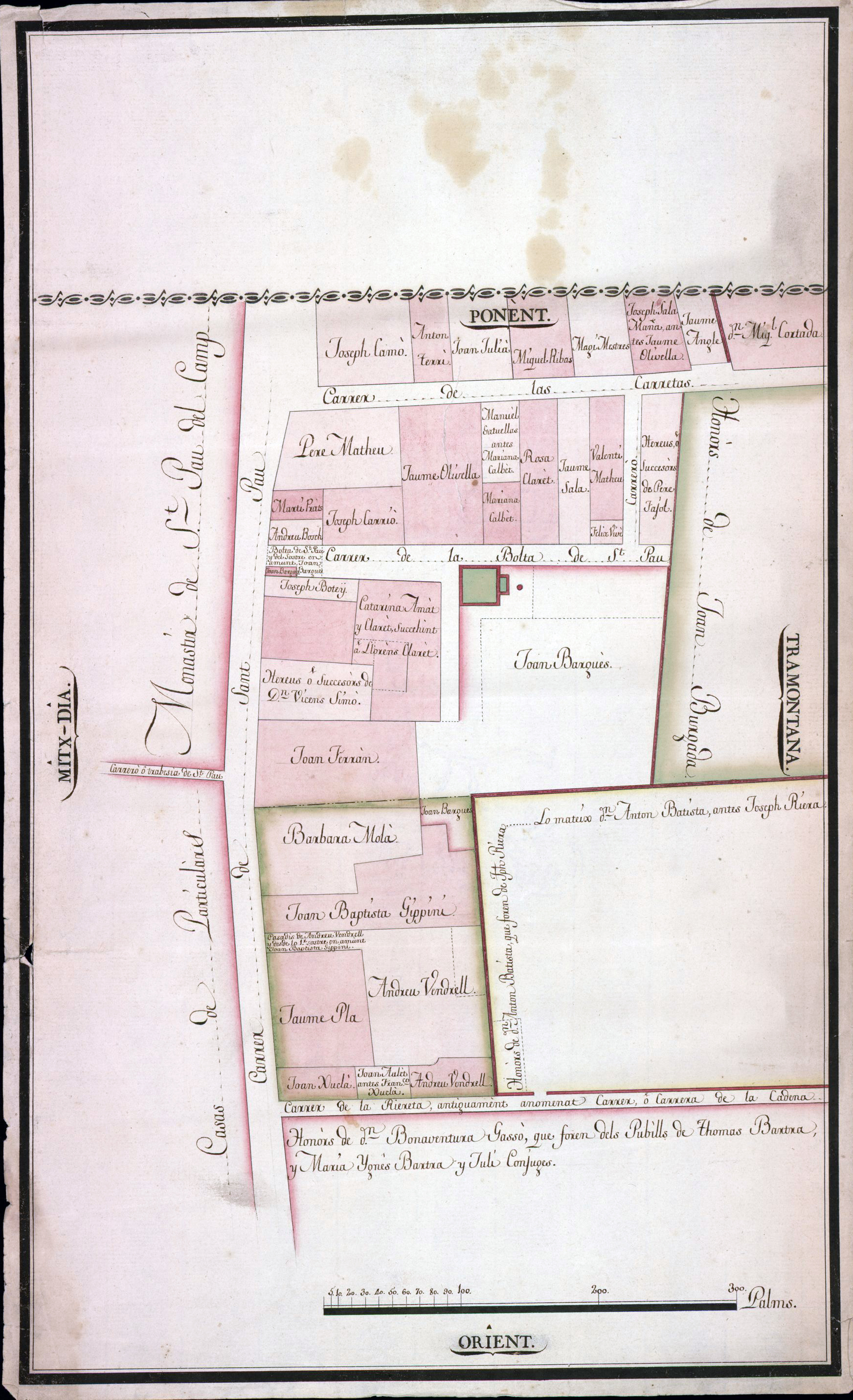
Parcel·lari amb els horts d'Andreu Batista i Joan Burgada entre els carrers de la Riereta i de Carretes (c. 1800)

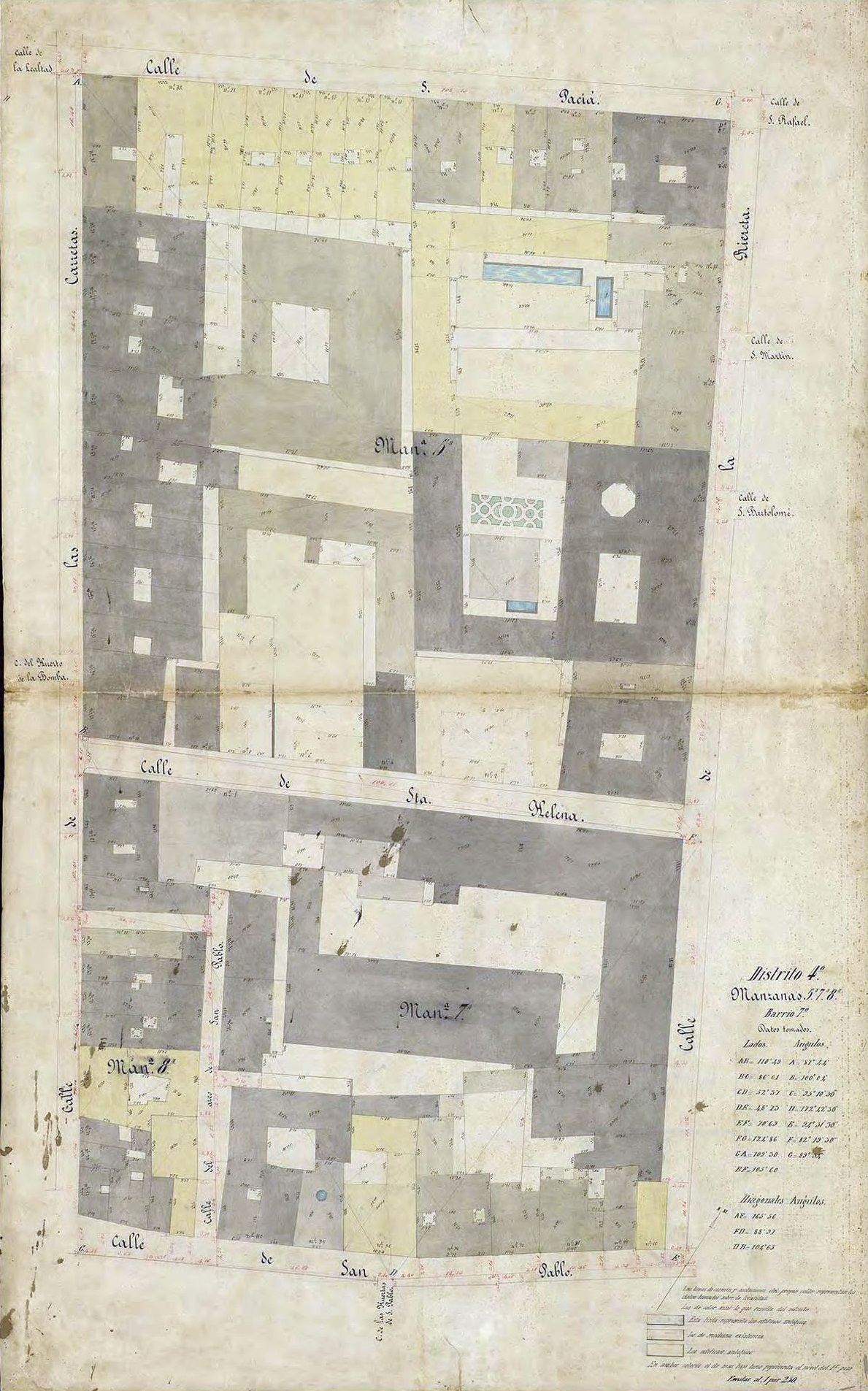
Quarteró núm. 106 de Garriga i Roca (c. 1860)

El paraire (fabricant de draps de llana) d'Igualada Maties Muntadas i Font, casat amb Francesca Campeny i Vallvé, va ser pare dels germans Joan, Pau, Bernat, Jaume, Ignasi, Isidre i Josep Antoni Muntadas i Campeny. El 1812, havia incorporat el seu primogènit Joan al negoci, però posteriorment es van traslladar a Barcelona, on el 1829 tenien una petita fàbrica de filats i teixits de cotó al carrer de les Tàpies, 9 (antic), al mateix indret que el seu fill Pau. El 1839, aquest i els seus germans Josep Antoni, Bernat, Jaume, Ignasi, Isidre i Joan constituïren l'empresa Pau Muntadas i Germans, amb un capital de 145.939 lliures barcelonines i seu al carrer de Sant Jeroni, al mateix emplaçament que l'extingida Maties Muntadas i Fill. També disposaven d'una fàbrica de blanqueig a la carretera de Sarrià i d'una altra de tissatge manual a Sabadell.
El setembre del mateix any, la societat va adquirir en emfiteusi a Pau Batista i Duran un terreny al carrer de la Riereta, i el 30 de desembre va demanar permís per a construir una casa-fàbrica d'estil neoclàssic de planta baixa, tres pisos i golfes a la cantonada dels carrers de la Riereta i de Santa Elena, segons el projecte de l'arquitecte Joan Vilà i Geliu. El març de l'any següent, van demanar permís per a convertir les finestres al carrer de Santa Elena del tercer i quart pis en balcons amb ampit i aixecar una miranda sobre la caixa d'escala. Tanmateix, el 24 de juny d'aquell any, Pau deixà el negoci, que quedà en mans dels seus germans amb el nom de Muntadas Germans, dirigit per Joan, Isidre i Josep Antoni. El 1841, l'empresa va establir un magatzem a Madrid a la plaça del Ángel, 16, destinat a la venda de productes tant propis com també d'altres fabricants catalans, estalviant intermediaris, i el 1843 ja tenien 160 clients. El 1844, van demanar permís per a construir una «quadra» de planta baixa i dos pisos al carrer de la Riereta, segons el projecte del mateix Vilà i Geliu.
El 28 de gener de 1847, els germans Muntadas constituiren a Madrid la societat La España Industrial, Sociedad Anónima Fabril y Mercantil, i li transferiren tots els actius de Muntadas Germans, iniciant la construcció d'una fàbrica a Sants, anomenada el Vapor Nou per contraposició al Vapor Vell. El desembre d'aquell any, la societat va demanar permís per a construir una nova «quadra» de planta baixa i quatre pisos al carrer de Santa Elena, segons el projecte del mateix arquitecte. Segons les «Estadístiques» del 1850, la fàbrica estava equipada amb una màquina de vapor de 30 CV, 5.400 fusos de mule-jenny, 300 de selfactines i 106 operaris.
El 1851, l'empresa va tancar el magatzem de Madrid, i va domiciliar-se a Barcelona, on tenia les instal·lacions productives. Tot i que era l'empresa cotonera més gran de l'estat, va renunciar a tenir personal comercial fora de Barcelona, i a crear fàbriques arreu d'Espanya. El 13 de març del 1852 es van contractar amb Mr. Heath de Londres 300 telers
mecànics anglesos, que sumaven 500 unitats. També hi havien 18.036 fusos de selfactines, 2.240 fusos de contínues i 18.036 fusos de mule-jenny. Entre 1852 i 1853 foren adquirides 34 selfactines, 423 telers mecànics, 463 pintes, i 1.100 llançadores mecàniques.
A la dècada del 1860, la fàbrica va ser reformada amb la refacció del parament exterior, i a l'interior es construí un edifici destinat a sala de vendes, amb decoracions d'estil isabelí. La façana tenia una composició simètrica de quatre falses columnes amb pinacles, una balconada contínua al pis principal i un frontó semicircular central. El 1888 hi cessà la producció, i el 1913, l'empresa, sota la direcció de Maties Muntadas i Rovira, fill de Josep Antoni Muntadas i Campeny, va adquirir la finca del
carrer de Sant Pau, 92 a fi de convertir-la en una majestuosa entrada amb arc de mig punt, segons el projecte de l'arquitecte Jaume Torres i Grau.
El 1924, la societat va traspassar la fàbrica a l'Estat, que hi instal·là la comandància de carrabiners en substitució de la caserna que ocupava el veí monestir de Sant Pau del Camp. Cap al 1990, els vells edificis foren enderrocats per a construir-hi una nova caserna de la Guàrdia Civil.